# Stronger (Heart)
Stronger is een lied van Heart, een Nederlandse band met zangeres Patricia Paay. Zij schreef het nummer met bandlid Okkie Huijsdens. Het verscheen in 1974 op een single, met Heartbreak op de B-kant.
De single werd geproduceerd door Tim Griek in de Intertone-studio van EMI/Bovema in Heemskerk. De single werd meer onder de aandacht gebracht dan de voorganger Hang on, die flopte. De titel Stronger koos Paay omdat ze het nummer sterker vond dan de voorganger. Ondanks haar hoop en dat van de platenmaatschappij, flopte ook deze single. Ook bleven noteringen in de Tipparade en de Tip 30 uit.